# Cyclanthera tenuifolia
Cyclanthera tenuifolia är en gurkväxtart som beskrevs av Célestin Alfred Cogniaux. Cyclanthera tenuifolia ingår i släktet springgurkor, och familjen gurkväxter. Inga underarter finns listade i Catalogue of Life.